# The Sylphs of the Seasons with Other Poems

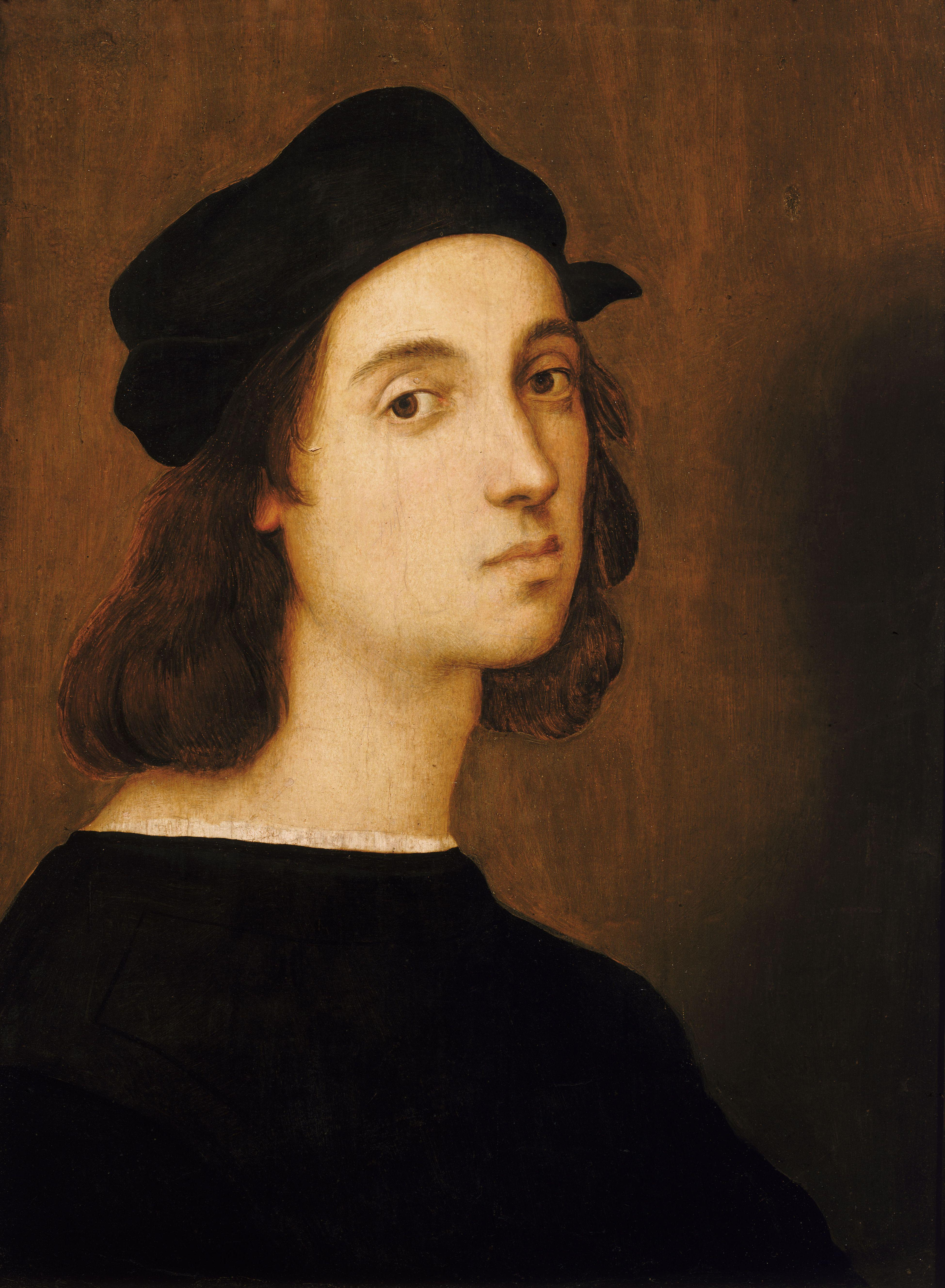
Włoskiemu renesansowemu malarzowi Rafaelowi Washington Allston poświęcił sonet

The Sylphs of the Seasons with Other Poems – tomik wierszy amerykańskiego romantycznego malarza i poety Washingtona Allstona, opublikowany w 1813. Zbiorek zawiera tytułowy poemat The Sylphs of the Seasons; a Poet’s Dream, poematy Eccentricity, The Paint King, Myrtilla: Addressed to a Lady, who Lamented that She Had Never Been in Love, To a Lady Who Spoke Slightingly of Poets, jak też sonety poświęcone artystom i ich dziełom Sonnet on a Falling Group in the Last Judgment of Michael Angelo, in the Cappella Sistina, Sonnet on the Group of the Three Angels before the Tent of Abraham, by Raffaelle, in the Vatican, Sonnet, on seeing the Picture of Æolus, by Peligrino Tibaldi, in the Institute at Bologna, Sonnet on Rembrant; occasioned by his Picture of Jacob’s Dream, Sonnet on the Luxembourg Gallery, Sonnet to my venerable Friend, the President of the Royal Academy i kilka innych wierszy. Utwory są zróżnicowane pod względem formalnym. W The Sylphs of the Seasons; a Poet’s Dream Allston zastosował strofą siedmiowersową rymowaną aabcccb, w Eccentricity dystych bohaterski (heroic couplet), czyli parzyście rymowany pentametr jambiczny, a w The Paint King zwrotkę pięciowersową:

Fair Ellen was long the delight of the young,
No damsel could with her compare;
Her charms were the theme of the heart and the tongue.
And bards without number in extacies sung,
The beauties of Ellen the fair.

Tomik został zrecenzowany w The North American Review. Dobrze o książce wypowiadali się brytyjscy romantycy William Wordsworth i Samuel Taylor Coleridge.